# SO-DIMM

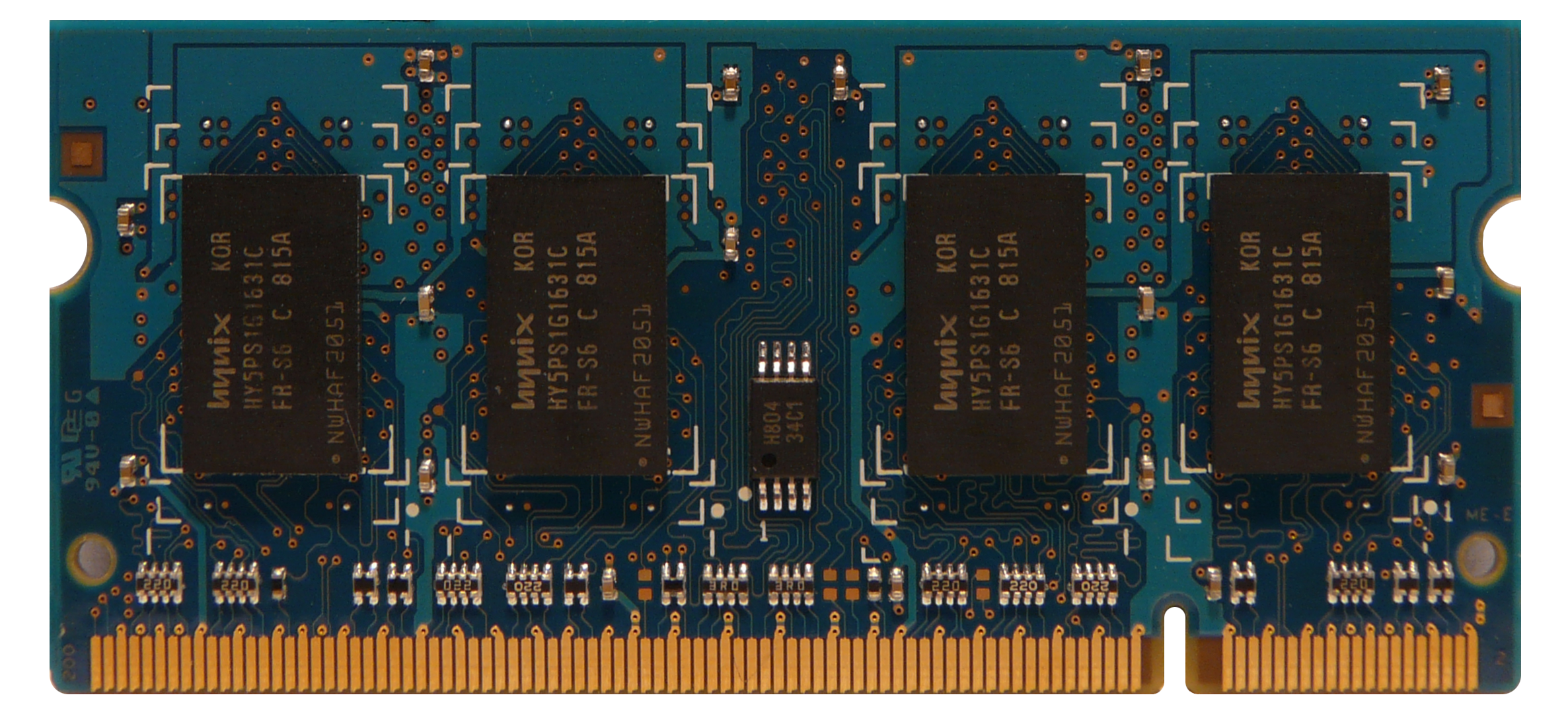
PC6400 DDR2 SO-DIMM (200핀)

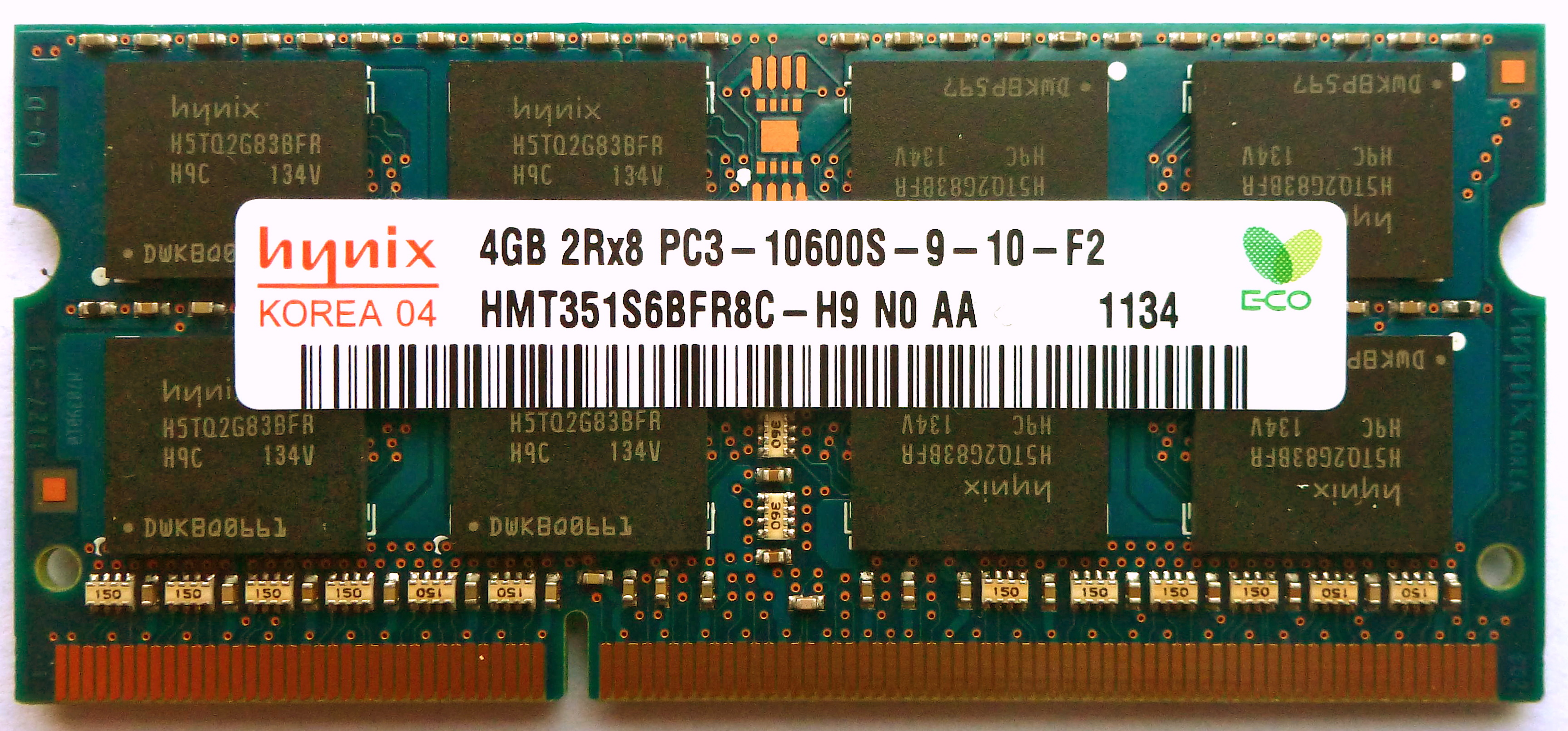
PC3-10600 DDR3 SO-DIMM (204핀)

SO-DIMM(small outline dual in-line memory module)은 집적 회로를 사용하여 만든 컴퓨터 메모리의 일종이다.
SO-DIMM, 또는 SODIMM은 DIMM의 더 작은 형태로, 일반적인 DIMM 크기의 절반에 불과하다. SO-DIMM은 노트북, 소형 PC, 업그레이드 가능한 고성능 오피스 프린터, 또 라우터와 같은 네트워킹 하드웨어 등 공간에 제약이 있는 시스템에 자주 쓰인다.

## 일반적인 특징

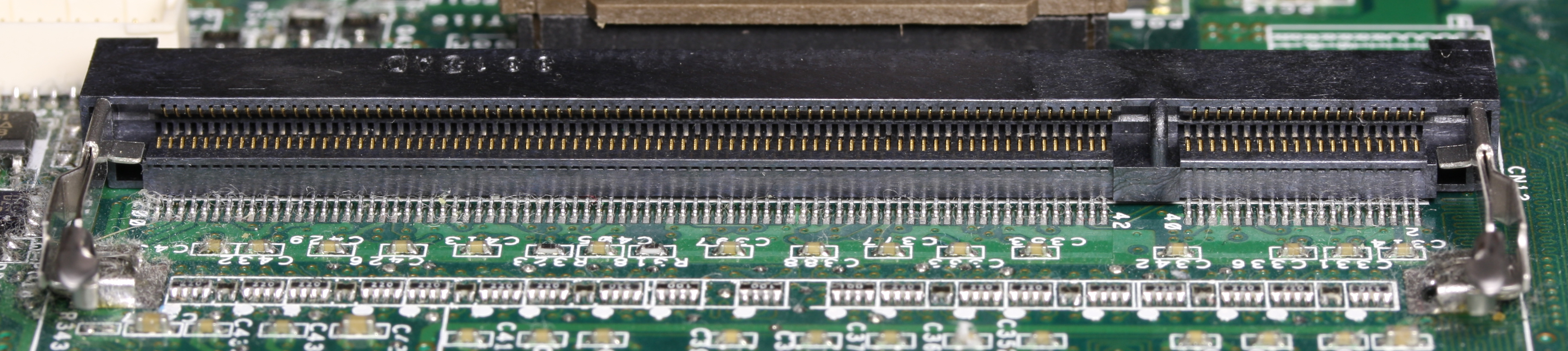
SO-DIMM의 메인보드 슬롯

SO-DIMM은 6.76 cm의 길이에, 3.175 cm의 너비를 지니며, 최대 전체 깊이는 0.38 cm이다. SO-DIMM은 DIMM의 전력, 전압 수준이 다소 비슷하다.
최신 204핀 SO-DIMM은 PC3-6400, PC3-8500, PC3-10600, PC3-12800과 같은 규격의 DDR3 SDRAM을 포함할 수 있다.

## 같이 보기
- DIMM